# 洛杉矶国际机场历史

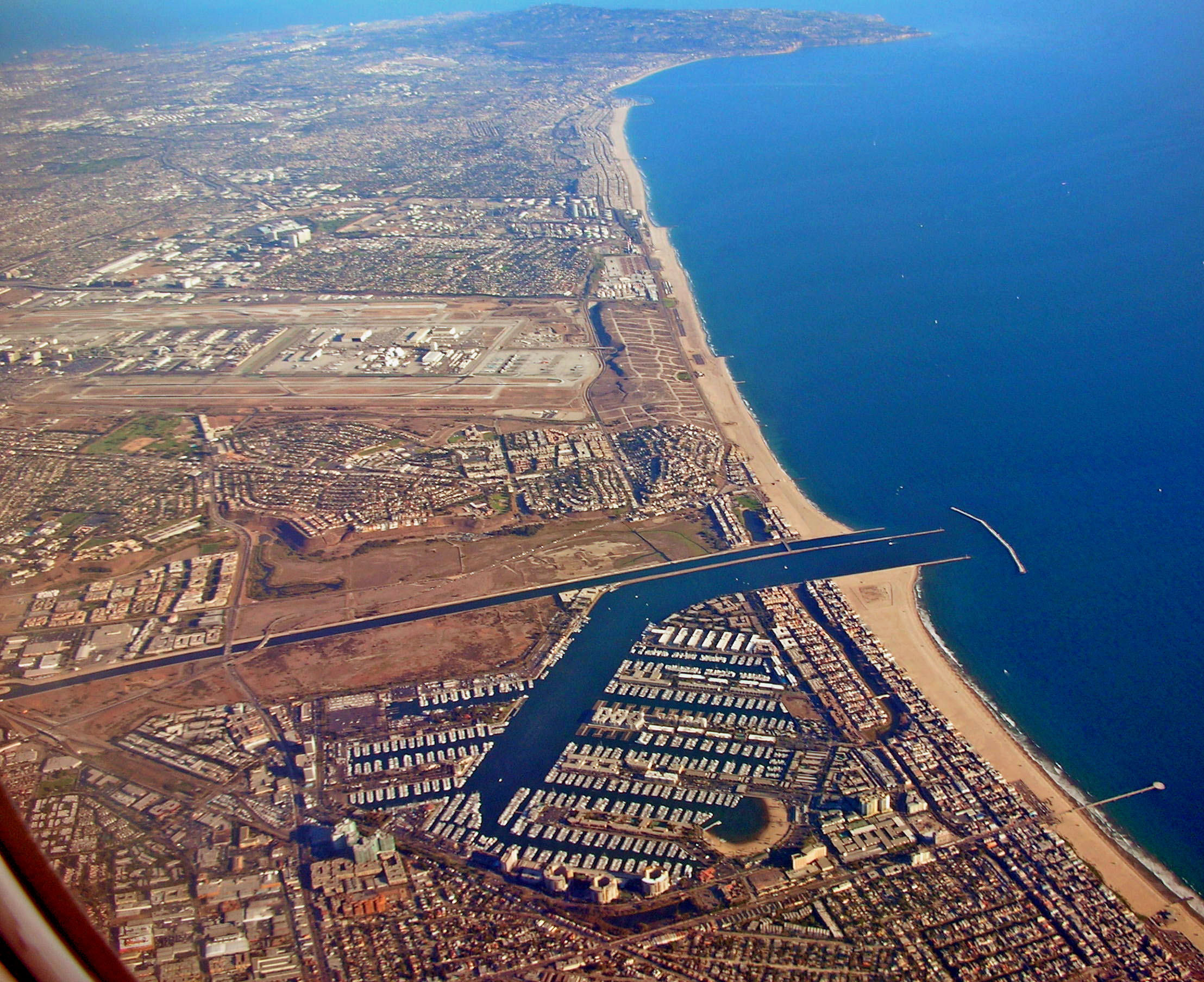
向南俯瞰马丽娜德尔雷伊和洛杉矶国际机场的西端以及背景中的帕洛斯·弗迪斯半岛

洛杉矶国际机场是美国的一个主要机场，1928年始建。

## Mines起降场时代（1926年–1929年）

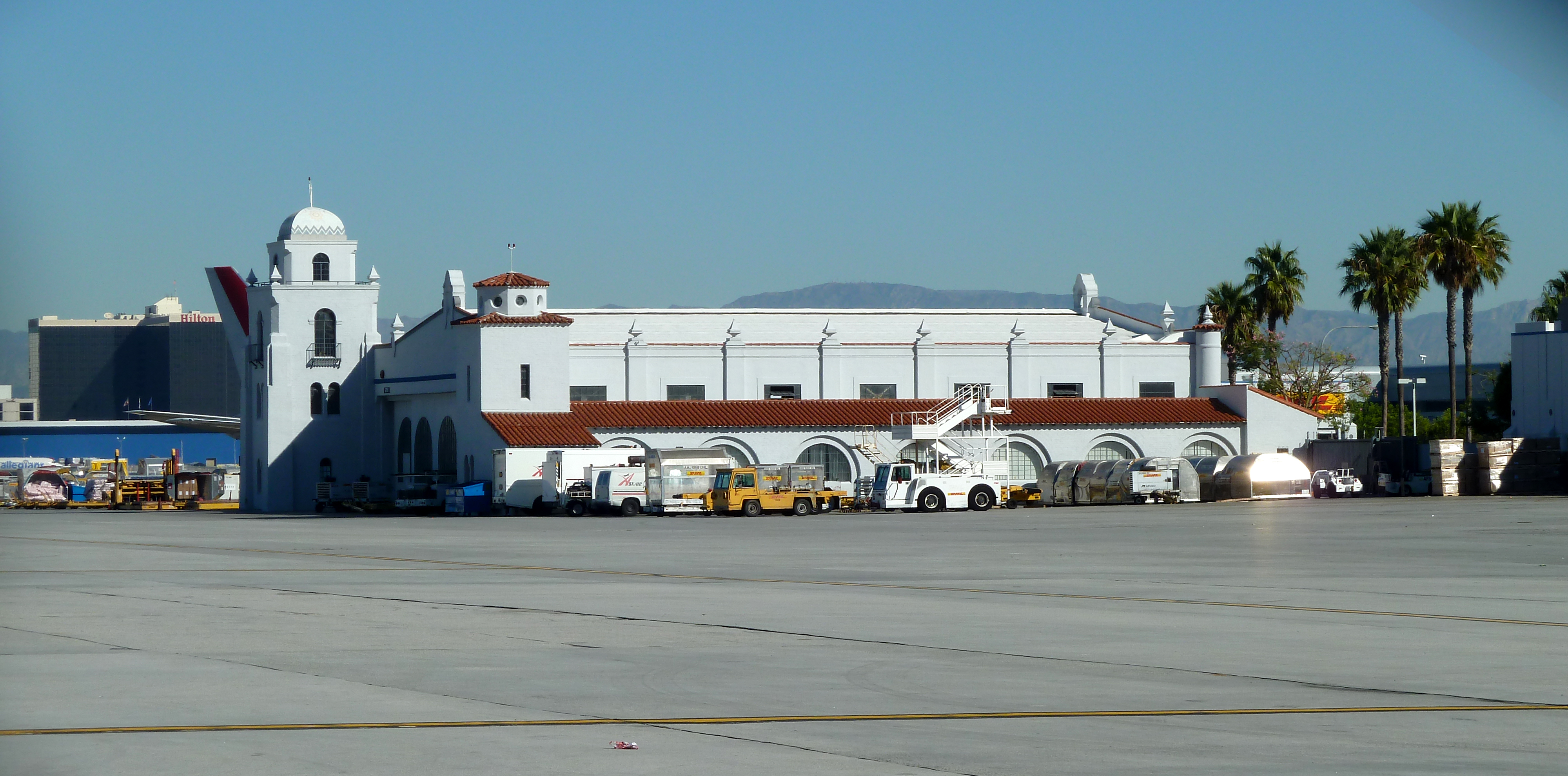
一号机库是洛杉矶国际机场的第一座建筑，始建于1929年，1990年修复后仍在使用。

1926年，洛杉矶市议会和商会认识到该市需要拥有自己的机场来面对正在迅速发展的航空业。当局在几个选址中决定征用威彻斯特南部田野中的640英畝（1.00平方英里；260公頃）修建机场。该选址由房地产经纪人威廉·W·迈恩斯提案，而众所周知的Mines起降场已经定为1928年全国航空赛的举办地。1928年8月13日，该市租用了这篇曾经种植小麦、大麦和利马豆的田地，并在此设置了一条土跑道。
起降场于1928年10月1日启用，第一座机库一号机库由柯蒂斯-赖特公司于次年（1929年）建造，用作飞行学校并为其小型机队提供服务。这座西班牙复兴风格的建筑依然屹立且仍在使用，并被列入国家史迹名录。 

## 洛杉矶市立机场时期（1930年-1939年）

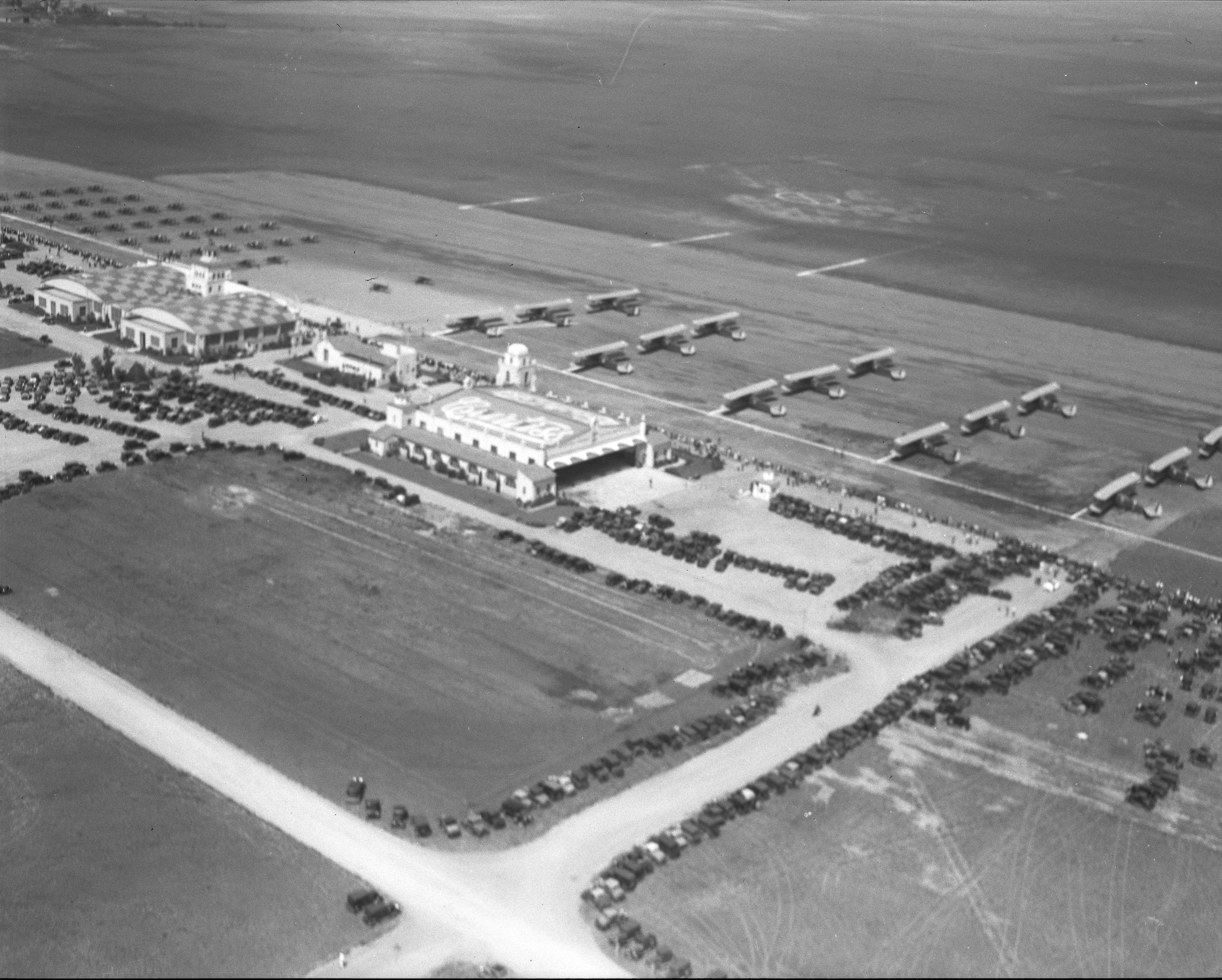
建军节的洛杉矶市立机场（约于1931年拍摄）

第二年，跑道铺上了油化分解花岗岩，可全年使用，此外还修建了另外两个机库、一个餐厅、办公区和塔台。1930年6月7日，该设施更名为洛杉矶市机场，新建设施也投入营运。
该机场供私人飞机和航校使用，但该市计划将洛杉矶打造成该地区的主要空运枢纽。然而，没有一间航空公司入驻洛杉矶。
该机场未能吸引任何航空公司离开早已通航的好莱坞伯班克机场（时称联盟航空站，后更名洛克希德航空站）或格伦代尔中央机场。（到 1940 年，除了墨西哥航空公司每周有三班从格伦代尔飞往洛杉矶的航班外，其他航空公司都在伯班克机场营运）。
在大萧条期间，公共事业振兴署为场地平整和新跑道的建设提高资金，而城市则承担了跑道和场灯的成本。但依然没有航空公司搬到新机场。
该市于1937年收购了机场用地。

## 战争时的机场（1940年–1945年）
第二次世界大战让洛杉矶机场客运枢纽计划一度终止。美国参战前夕，机场周边的飞机制造公司正忙于为盟国提供军用飞机，而航校又需要大量飞机。1942年1月，军方接管洛杉矶机场，并在此部署P-38战斗机，同时在西岸沙丘中建造海军炮台。
与此同时，洛杉矶机场部的管理人员于1943年初公布机场用地的总体规划方案，并说服选民买下合计1250万美元的债券用于改善机场。随着计划和资金到位，航空公司最终被说服，纷纷转场到洛杉矶机场。

## “中停站”（1946年-1960年）
战后，四个被称为“中停站”的临时航站楼在机场北侧迅速落成，1946年12月9日，美国航空、环球航空、联合航空、西南航空（后更名太平洋航空，非现时的西南航空）和西部航空转场至洛杉矶机场开办客运业务。泛美航空于1947年1月转场至洛杉矶机场。
机场于1949年更名为洛杉矶国际机场。
塞普尔韦达大道改道约1950米，环绕东西向跑道（即目前的07L/25R和07R/25L）的西端，到1950年11月，跑道延长到6,000英尺（1,800）长。机场隧道于1953年完工，将塞普尔韦达大道截弯取直，恢复原有的走向；这是世界上第一条飞机桥。在接下来的几年里，两条跑道延长至8,500英尺（2,600）长。
临时航站楼的设计使用年限为15年，但很快就不敷使用，尤其是在其他城市投资现代化设施的情况下。1956年6月5日，机场当局再次说服选民购买合计5900万美元的债券来支持机场的改造工程。
1956年7月10日，波音707原型机（367-80）首秀洛杉矶国际机场。 《洛杉矶时报》称，这是它首次出现在西雅图以外地区的商业民用机场。
1957年4月的官方航空公司航班表显示，在工作日，联合航空在洛杉矶的服务班次为66班、美国航空、西部航空各32班、环球航空27班、西南航空9班、博拿扎航空5班、墨西哥航空3班；泛美航空每周在洛杉矶有22班航班，北欧航空每周有5班航班（唯一运营从加利福尼亚州直飞欧洲的航班的航空公司）。
1959年1月，美国航空公司的707-123飞机将第一批搭乘喷气式飞机的乘客从洛杉矶载往纽约；第一架光顾洛杉矶国际机场的宽体喷气机是1970年由环球航空拥有，飞往纽约的波音747。
1958 年，建筑公司佩雷拉&卢克曼签约重新设计洛杉矶国际机场以迎接喷气机时代。该计划由建筑师威尔顿·贝克特和保罗·威廉姆斯共同设计，要求在该机场用地的中心部分建造多座航站楼和多层停车场，这些建筑在中央航站区中心由一个巨型钢结构玻璃穹顶建筑物连接。穹顶从未建成，但建在中央航站区中心的主题建筑成为光顾机场的旅客可以注意的建筑物。

## 喷气机时代（1961年-1979年）

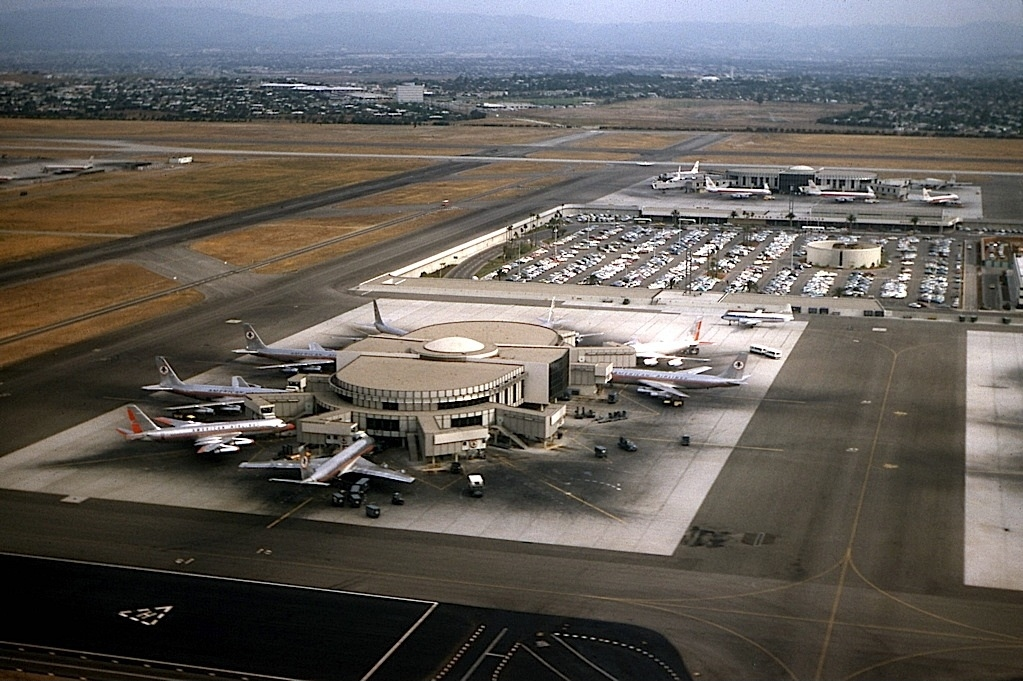
1966年的洛杉矶国际机场四号航站楼

在1961年投运的塞普尔韦达大道以西的新航站区，每个航站楼都有一座被滑行道环绕的卫星厅，从售票区通过隧道连接。
1961年6月25日，在持续数日的开幕式后，新建航站楼中供联合航空使用的七号、八号航站楼投运。 
环球航空使用的三号航站楼、美国航空使用的四号航站楼和西部航空使用的五号航站楼在后来也投入营运。几个月后，二号卫星厅（国际航线候机区）投运，六号卫星厅作为其他美国航空公司共用的航站楼最晚投运。
到1964年，除墨西哥航空、泛美航空和北欧航空外，墨西哥国际航空、法航、日航、环球航、法联航、里约格朗德和西部航空也在此营运国际航线。
自1920年代以来，瑟夫里奇社区一直位于机场西岸上，现属于帕利塞德斯德尔雷中的普拉亚德尔雷北区的一部分。当航空公司在1960年代和1970年代换型喷气式客机并且瑟夫里奇的居民抱怨噪音污染时，洛杉矶政府征收了他们的土地以解决问题。政府铲平了房屋，但保留了街道，于是洛杉矶国际机场以西被便出现了一个被围起来的鬼镇。

## 奥运扩张（1980年-1989年）
1980年代初，为迎接1984年夏季奥运会，机场进行了大规模扩建。
1982年7月8日，时任洛杉矶市长汤姆·布拉德利和二战飞行员詹姆斯·杜利特尔上将为一号航站楼和国际航站楼奠基。
旅客通过航站楼入口的U形道路进入第二层，上进下出。办票大楼和卫星厅连接，将原先的卫星式布局改造为码头式布局。
1号航站楼于1984年1月投运。耗资1.23 亿美元，占地面积963,000平方英尺（89,500平方）。新国际航站楼于1984年6月11日投运，以布拉德利的名字命名。已经使用20余年的二号航站楼进行了重建工程。机场中心还新建了多层停车场。

## 问题与改革（1990年-2004年）

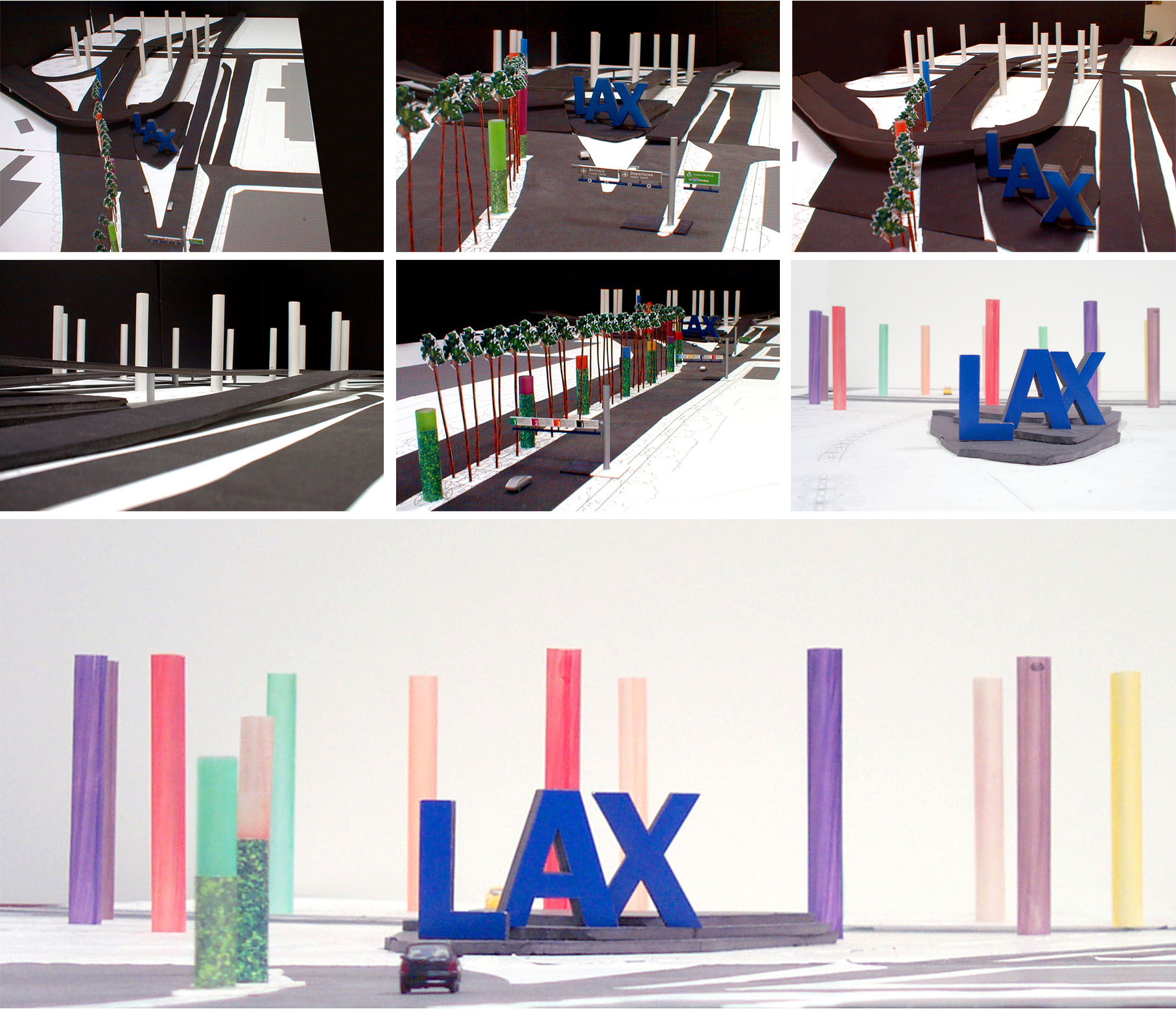
LAX Gateway塔架模型

从1990年代中期开始，在市长理查德·里奥丹和詹姆斯·哈恩的领导下，洛杉矶国际机场的现代化和扩建计划已经准备就绪，但计划遭到住在机场附近的居民组织的反对。他们指出改造工程将带来的噪音、污染和交通问题。
1992年4月29日，机场因当年由于罗德尼·金殴打而引发的洛杉矶暴动后一度停运。
1994年1月17日北岭地震后，机场关闭2小时以避免可能的事故。
1996年，一座造价2900万美元、高277英尺（84）、在主题建筑附近的新塔台竣工。
2000年，洛杉矶国际机场美化设计团队（洛杉矶艺术家保罗·赞内托普洛斯和塞尔伯特·帕金斯设计公司亦参与其中）与田中泰德东京建筑事务所合作，为机场周边设计了一个主要的公共艺术动能灯光装置“LAX Gateway塔架”，由独立半透明内部照明玻璃柱组成。
该装置包括一个 32 英尺高的“LAX”标牌雕塑、一条由11个25至60英尺的塔架组成柱群，以及一个由15个100×12英尺的塔架组成的圆环。这个位于机场入口处的新建公共艺术装置成为了一个知名地标。整个雕塑群长一英里，从世纪大道和贝兰卡大道交界处最低的灯柱（高25英尺）开始，到围绕洛杉矶国际机场入口处“结”的柱子“光环”（高100英尺）达到高潮。LAX Gateway Pylons在2006年进行了升级，包括将圆柱体的灯光系统换型为LED来节能并方便维护，并按需求实现色彩循环。

## 第二次重大扩张（2005年至今）

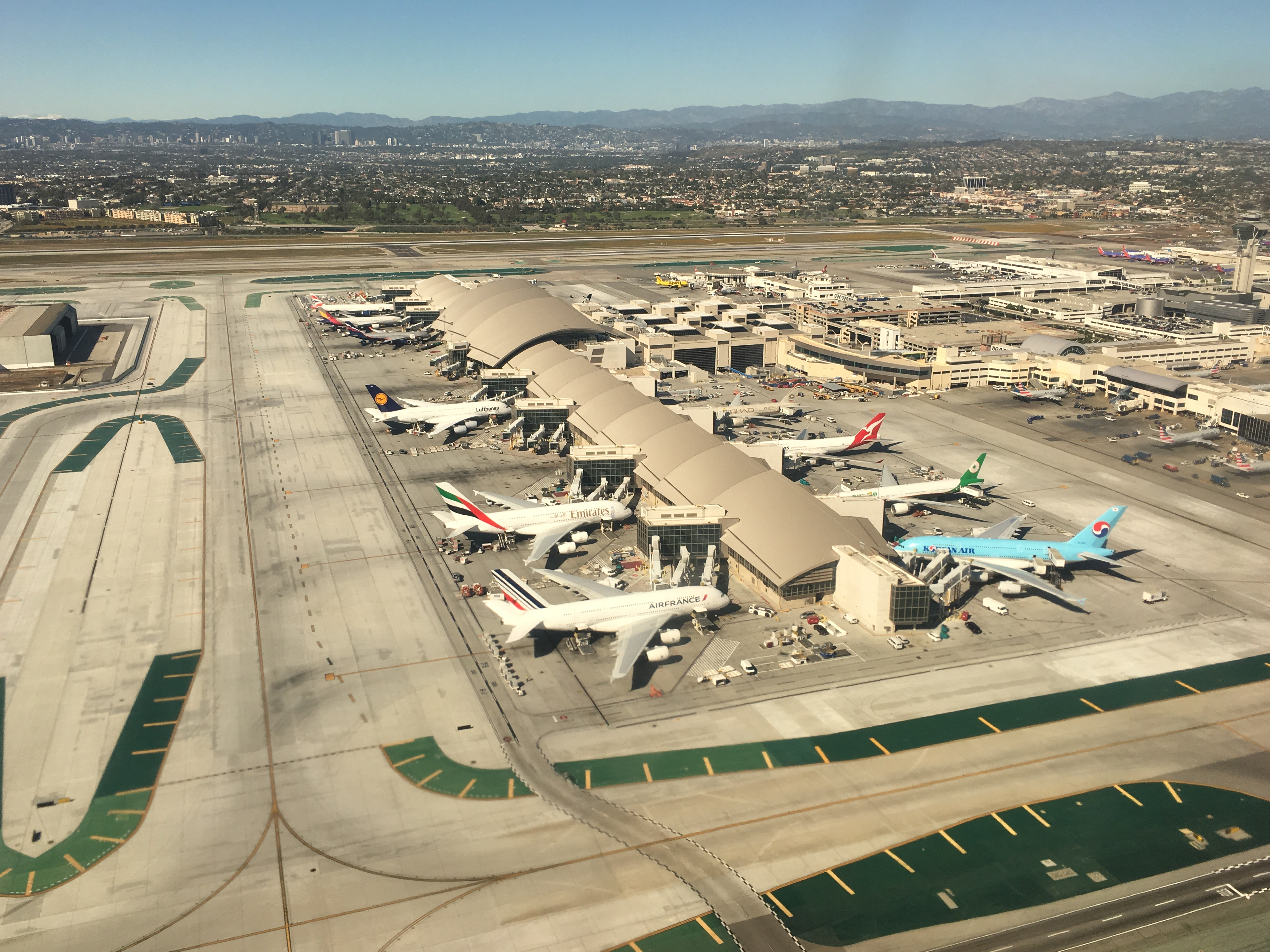
2016年重建的汤姆·布拉德利国际航站楼

2005年底，新当选的洛杉矶市长安东尼奥·维拉莱戈萨与当地居民达成了妥协，他们允许对洛杉矶国际机场的部分设施进行现代化工程并鼓励该地区其他设施的未来计划。
限制机场人流量本不合法，但在2005年12月，该市通过决定将洛杉矶国际机场的可用登机口限制在163个。一旦乘客使用量达到7500万，每年最多可关闭两个登机口（期限最长可达五年），旨在将旅客吞吐量控制在7900万以下。作为回报，居民撤销了民事诉讼，让城市及时完成机场改造工程。
2008年，机场当局宣布投入41.1亿美元对汤姆布拉德利国际航站楼实施改扩建，以容纳下一代大型飞机并处理日趋增加的往返南加州地区的航班，以及开发机场的中央航站区，包括旅客处理系统简化、公共交通及中央公用设施更新。
洛杉矶国际机场的各航站楼都在进行翻新工程。在航站楼区域外，一个设4,300个停车位的停车场、一个洛杉矶地铁站和一个综合租车设施正在施工。所有这些都将通过洛杉矶国际机场旅客自动输送系统连接到航站楼区域。在不久的将来，机场当局计划新建零号航站楼和九号航站楼。总之，这些项目预计将耗资140亿美元，并将洛杉矶国际机场的可用登机门从146个增加到182个。